# Trismegistos (album)
Trismegistos – trzeci minialbum fińskiego zespołu heavymetalowego Babylon Whores, wydany w czerwcu 1996 roku przez należącą do zespołu wytwórnię Sugar Cult. Tytuł albumu pochodzi od Hermesa Trismegistosa, synkretycznego bóstwa hellenistycznego.

## Twórcy
- Jake Babylon — gitara basowa
- Kouta — perkusja
- Antti Litmanen — gitara
- Ewo Meichem — gitara
- Ike Vil — śpiew

## Lista utworów
1. "Love Under Will" – 3:28
2. "Hellboy" – 3:27
3. "Speed Doll" – 4:23
4. "Beyond The Sun" – 3:44
5. "Trismegistos" – 3:05